# Park Ji-sun
Park Ji-sun (coreano: 박지선; 3 de novembro de 1984 - 2 de novembro de 2020) foi uma comediante e atriz sul-coreana.

## Biografia
Park nasceu em 3 de novembro de 1984 em Incheon. Ela foi para a Universidade da Coreia. Ela estreou em 2007 como a 22ª comediante abertamente recrutada para o Korean Broadcasting System. Ela estrelou um canto do Gag Concert chamado "gag warrior 300" que trouxe risos. Ela ganhou o Newcomer Award no KBS Entertainment Awards em 2007. Ela foi encontrada morta na véspera do seu 36° aniversário com sua mãe em sua própria casa e estava recebendo tratamento.